# 愛媛県立新居浜商業高等学校
愛媛県立新居浜商業高等学校（えひめけんりつにいはましょうぎょうこうとうがっこう、 英: Ehime Prefectural Niihama Commercial High Scool）は、愛媛県新居浜市にある高等学校。略称は新商。

## 概説
卒業後の進路は、商業科では商業系の4年制私立大学や専門学校への進学、情報ビジネス科では情報系の4年制私立大学や専門学校への進学が過半数である。
商業科では、2年生から就職コースと進学コースの2つのコースのうち片方を選択する。
情報ビジネス科では地域情報類型と高度情報類型のうち片方を選択することになる。
就職率が高いが、進学(総合型選抜、指定校推薦)にも対応できる。
また、資格取得に力を入れており、特に日商簿記検定や全国商業高等学校協会主催の検定9種目の取得を目標としている。2012（平成24）年度には、情報ビジネス科クラスが2年生時でクラス40人全員が3種類以上1級を合格する「多種目合格」を達成している。
四国地方の高等学校で唯一の国家資格の基本情報技術者試験（FE）の午前科目免除制度の認定校である。
部活動が盛んで、全国大会に出場する部も存在する。

## 設置学科
- 全日制
  - 商業科
  - 情報ビジネス科

## 部活動
| 運動部 - 野球 - バレーボール - バスケットボール - 卓球 - 弓道 - ハンドボール - 男子サッカー - 女子サッカー - テニス - ソフトテニス - 陸上競技 - サイクリング同好会 | 文化部 - 簿記・電卓 - ワープロ・コンピュータ - NC★SHOP(商業研究) - 吹奏楽 - 放送 - 写真 - 華道・茶道 - JRC(活動休止中) |

## 沿革
- 1960年（昭和35年）4月 - 新居浜市立商業高等学校として開校（愛媛県内唯一の市立高校）。
- 1973年（昭和48年）4月 ‐ 情報処理科設置（現：閉科）。
- 1990年（平成2年）4月 - 県立に移管し、愛媛県立新居浜商業高等学校として開校。
- 1993年（平成5年）4月 ‐ サービス経済科設置（現：閉科）。
- 2001年（平成13年）4月 ‐ 情報ビジネス科設置。
- 2002年（平成14年）3月 ‐ 体育館（鉄筋コンクリート造2階建）（1,500.0㎡）落成。
- 2009年（平成21年）4月 ‐ 創立50年を迎える。
- 2018年（平成30年）3月 ‐ 本館（鉄筋コンクリート造３階建）（1,896.2㎡）落成。
- 2020年（令和2年）3月 ‐ Wi-Fiネットワーク導入。

## 著名出身者

### スポーツ
- 十亀賢二 - 元プロゴルファー
- 原秀樹 - 元プロ野球選手（阪神）
- 続木敏之 - 元プロ野球選手（阪神）・トレーニングコーチ
- 片岡大蔵 - 元プロ野球選手（ヤクルト）・現ヤクルトスコアラー
- 神野信也 - 元プロ野球選手（西武）・現西武打撃投手
- 窪田夕子 - 元バスケットボール選手（シャンソン化粧品、福岡ユニバーシアード銅メダリスト）・現同校コーチ
- 石川幸子 - バスケットボール選手（甲子園学院高へ編入）
- 近藤楓 - バスケットボール選手（トヨタ自動車）

### 文化人
- 石村嘉成 - 版画家 (版画家)
- 山田悦子 - 社会運動家